# 2-й проезд Марьиной Рощи
2-й прое́зд Ма́рьиной Ро́щи — улица на севере Москвы в районе Марьина Роща Северо-Восточного административного округа к северу от улицы Сущёвский Вал.

## Расположение
Идёт параллельно 3-му проезду Марьиной Рощи на севере и 1-му проезду Марьиной Рощи на юге. Имеет длину около 320 метров, начинается от 4-й улицей Марьиной Рощи, пересекает 3-ю улицу Марьиной Рощи и заканчивается на 2-й улице Марьиной Рощи. Более западный участок бывшего проезда в настоящее время застроен.

## Название
Получил название в 1880-х годах во время застройки этой местности по располагавшейся здесь до этого Марьиной роще и находившейся поблизости деревни Марьино. До 1929 года назывался Левым и Правым 2-ми проездами Марьиной Рощи до железной дороги.

## Учреждения и организации
- Дом 8/11 — Политехнический колледж № 8 имени И. Ф. Павлова.